# Konserwacja prognozowana

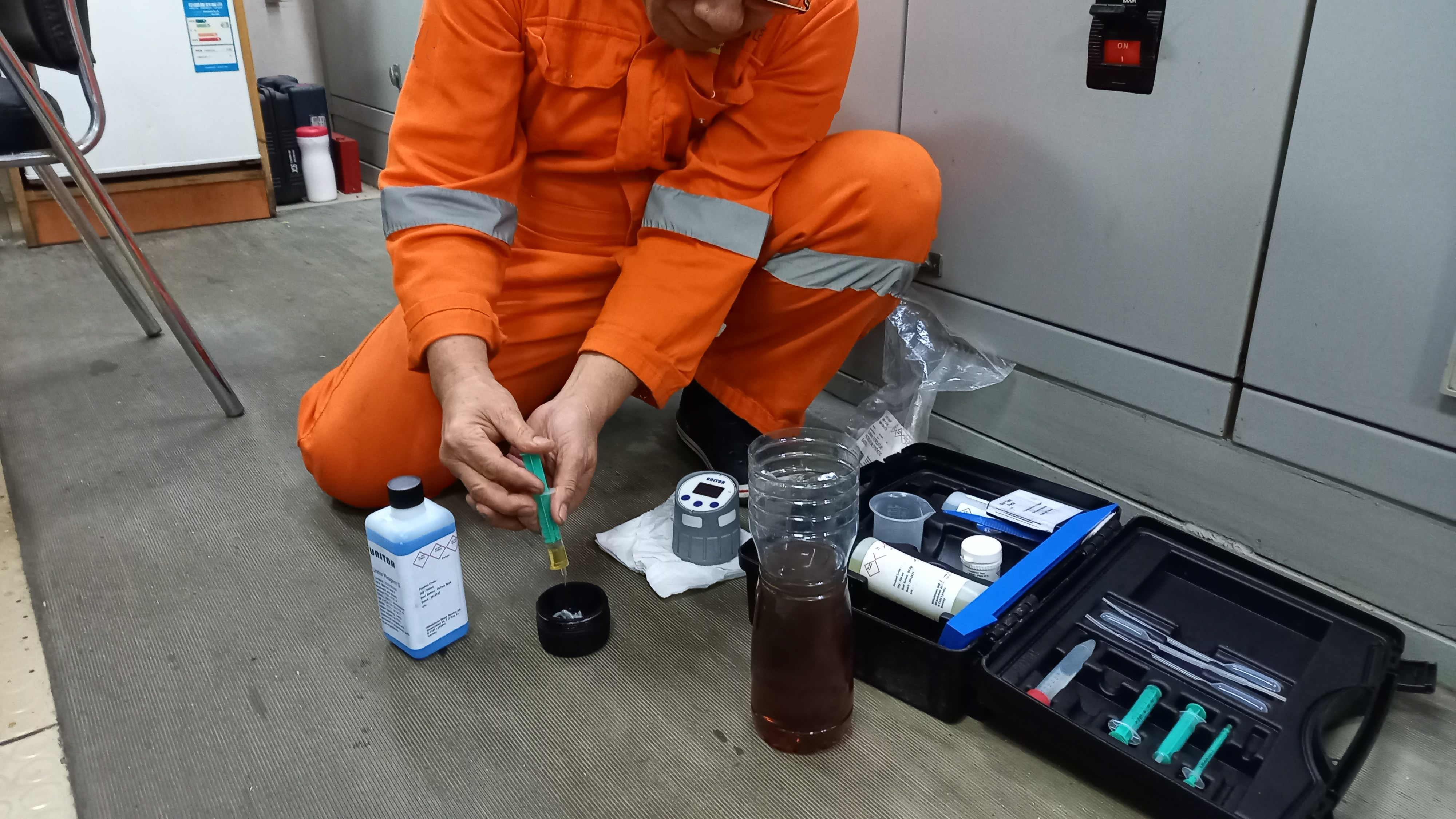
Starszy mechanik na statku sprawdza parametry oleju smarnego z silnika aby wcześnie wykryć uszkodzenia

Konserwacja prognozowana – jedna z proaktywnych strategii utrzymania ruchu, polegająca na zapobieganiu awariom sprzętu.
Założeniem konserwacji prognozowanej jest monitorowanie parametrów pracy urządzeń oraz niektórych wskaźników ich rzeczywistego stanu (analiza termiczna, analiza wibracji, sprawdzanie parametrów oleju smarnego). Pozwala to wykryć zużycie elementów we wczesnym stadium i ostrzega o zbliżającej się awarii, co pozwala na zaplanowanie naprawy w dogodnym czasie i uniknięcie przestoju. 
W porównaniu do konserwacji zapobiegawczej, konserwacja prognozowana wymaga większych inwestycji początkowych (instalacja odpowiednich czujników i oprogramowania), pozwala jednak zaoszczędzić, gdyż mniej jest przestojów remontowych.